# Verbond van sleedoorn en bramen
Het verbond van sleedoorn en bramen (Pruno-Rubion sprengelii) is een verbond uit de sleedoorn-orde (Prunetalia spinosae). Het verbond omvat plantengemeenschappen die voorkomen op licht vochtige, matig voedselrijke standplaatsen en die gekenmerkt worden door een struiklaag vooral bestaande uit verschillende braamsoorten.
Het verbond telt in Nederland en Vlaanderen drie onderliggende associaties.

## Naamgeving en codering
| Pruno spinosae-Rubion radulae H.E.Weber 1974           |
| Rubion subatlanticum Tx. 1952                          |
| Pruno-Rubion subatlanticum Doing 1962                  |
| Rubo-Prunion spinosae (Tx. 1952) Th.Müll. 1967         |
| Pruno-Rubion radulae H.E.Weber 1974 em. H.E.Weber 1990 |

- Frans: Communautés mésophiles à mésohygrophiles sur sol plus ou moins désaturé.
- Duits: Schlehen-Brombeergebüsche
- Syntaxoncode voor Nederland (rVvN): r40Aa

De wetenschappelijke naam Pruno-Rubion sprengelii is afgeleid van de botanische namen van twee belangrijke soorten van dit verbond: sleedoorn (Prunus spinosus) en rode grondbraam (Rubus sprengelii).

## Fysiognomie
Struwelen van bramen en sleedoorn worden gekenmerkt door een ondoordringbare en doornige struiklaag van bramen, waarboven andere struiken en soms ook bomen uit steken.
Deze gemeenschappen komen meestal voor als buitenmantel van andere struwelen of bosranden of in houtwallen.

## Ecologie
Het verbond van bramen en sleedoorn omvat plantengemeenschappen van mesotrofe, matig zure tot zwak basische en licht vochtige bodems, die echter nooit overstroomd worden. Ze zijn zeer lichtminnend en verdwijnen bij sterke beschaduwing.
Struwelen van bramen en sleedoorn verkiezen over het algemeen standplaatsen die droger zijn en een lagere trofiegraad kennen dan die van het verbond van sleedoorn en meidoorn.

## Associaties in Nederland en Vlaanderen
Het verbond van sleedoorn en bramen wordt in Nederland en Vlaanderen vertegenwoordigd door drie associaties.
- - associatie van rode kornoelje en fraaie kambraam (Corno sanguineae-Rubetum vestiti)
  - associatie van sleedoorn en rode grondbraam (Pruno spinosae-Rubetum sprengelii)
  - associatie van egelantier en gedraaide koepelbraam (Roso rubiginosae-Rubetum affinis)

## Diagnostische taxa

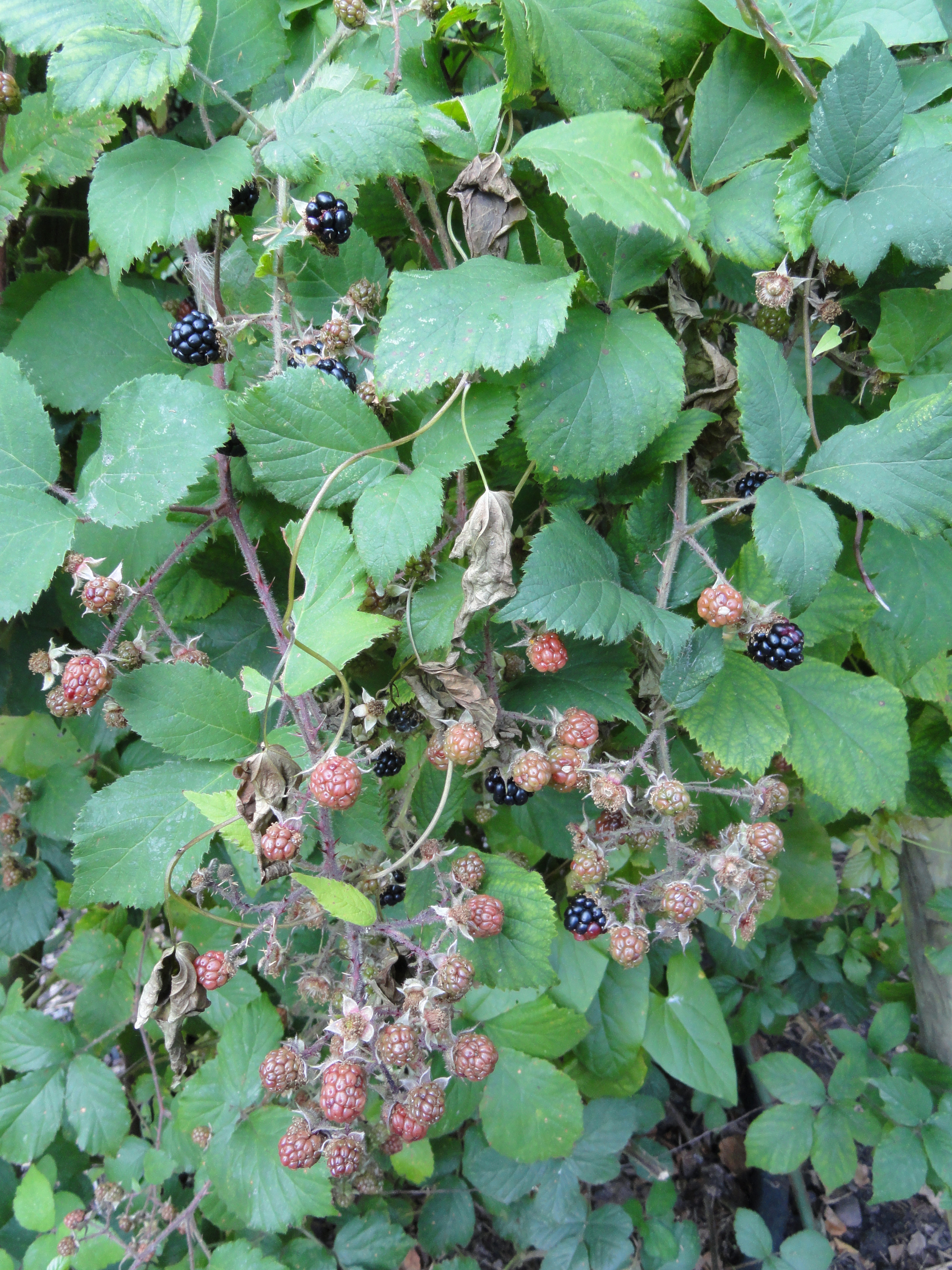
Ruwe raspbraam

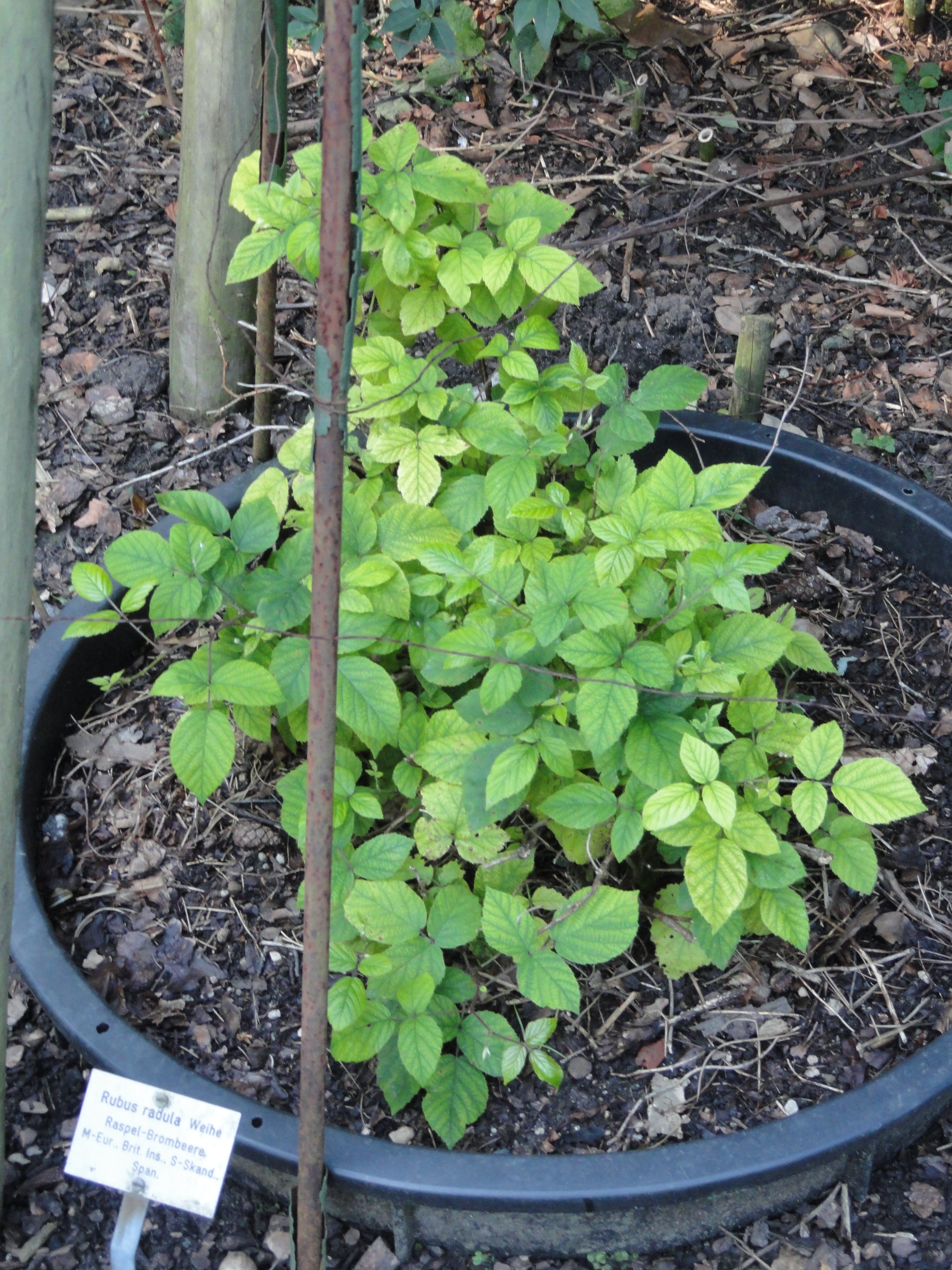
Rubus radula

Het verbond van sleedoorn en bramen heeft voor Nederland en Vlaanderen als specifieke kensoorten vier braamsoorten, waarvan slechts een, de bolle haarbraam, algemeen voorkomt. Buiten deze landen kent het verbond nog zeven andere braamsoorten.
Struiklaag
| Kentaxon | Diff. soort | Presentie | Triviale naam | Botanische naam | Opmerking |
| -------- | ----------- | --------- | ------------- | --------------- | --------- |
| kK       |             |           | sleedoorn     | Prunus spinosa  |           |

Kruidlaag
| Kentaxon | Diff. soort | Presentie | Triviale naam    | Botanische naam     | Opmerking                       |
| -------- | ----------- | --------- | ---------------- | ------------------- | ------------------------------- |
| kV       |             | 30 > 50%  | bolle haarbraam  | Rubus macrophyllus  |                                 |
| kV       |             | 10 > 30%  | ruwe raspbraam   | Rubus rudis         |                                 |
| kV       |             | > 10%     | knieviltbraam    | Rubus geniculatus   |                                 |
| kV       |             | 0 > 10%   | rosse humusbraam | Rubus rufescens     |                                 |
| kV       |             |           |                  | Rubus grabowskii    | niet in Nederland en Vlaanderen |
| kV       |             |           |                  | Rubus phyllostachys | niet in Nederland en Vlaanderen |
| kV       |             |           |                  | Rubus egregius      | niet in Nederland en Vlaanderen |
| kV       |             |           |                  | Rubus amiantinus    | niet in Nederland en Vlaanderen |
| kV       |             |           |                  | Rubus steracanthos  | niet in Nederland en Vlaanderen |
| kV       |             |           |                  | Rubus montanus      | niet in Nederland en Vlaanderen |
| kV       |             |           |                  | Rubus radula        | niet in Nederland en Vlaanderen |

Moslaag
| Kentaxon | Diff. soort | Presentie | Triviale naam | Botanische naam | Opmerking |
| -------- | ----------- | --------- | ------------- | --------------- | --------- |
|          |             |           | -             |                 |           |